# Dalmose
Dalmose es una localidad situada en el municipio de Slagelse, en la región de Selandia (Dinamarca), con una población en 2012 de unos 1010 habitantes.
Se encuentra ubicada al suroeste de la isla de Selandia, junto a la costa del Kattegat, mar Báltico.